# Venezuela y sus tortugas
Venezuela y sus tortugas es un libro de los científicos y zoólogos Pedro Trebbau y Peter C.H. Pritchard sobre estos reptiles, también llamados quelonios y testudines, y las diferentes variantes existentes en el territorio venezolano. Fue publicado originalmente en inglés bajo el título de The Turtles of Venezuela, por la 
Society for the Study of Amphibians and Reptiles en 1984. 
La primera edición en español fue divulgada en 2016 por Oscar Todtmann Editores, con más de 130 fotografías a color. En 2018 se presentó una nueva edición de esta obra por el sello editorial La Fauna, impreso en Madrid, España. El comité científico de actualización de la obra estuvo conformado por: Tito R. Barros, Omar E. Hernández, Hedelvy J. Guada y Gilson A. Rivas.
En la más reciente edición, la estructura del libro consta de tres partes. 
En la primera de ellas están los agradecimientos y la dedicatoria a la memoria del conservacionista venezolano Saúl Gutiérrez Eijuri (1960-2012); así como la presentación de la obra por Carlos Rivero Blanco; el prólogo de Vivian Pérez y una introducción y conceptos generales sobre las tortugas en Venezuela; la nomenclatura del caparazón y una guía para reconocer a las especies.
La segunda parte está dedicada a la descripción de cada familia de tortugas, resaltando sus nombres locales y científicos, características, distribución geográfica, hábitat, alimentación, reproducción, usos y estado de conservación. La tercera y úiltima, cuenta con la bibliografía, glosario, dos apartados sobre «Especies de posible presencia en Venezuela» y «Especies erróneamente señaladas para Venezuela», además de un apéndice de Jorge Carrillo y Marcelo Sánchez-Villagra, llamado «Tortugas del pasado: una mirada al registro fósil de Venezuela». 

## Sobre los autores
Pedro Trebbau es un zoólogo nacido en Alemania en 1929 y radicado en Venezuela desde 1953. Además de sus trabajos de investigación científica, fue director del Parque Zoológico El Pinar, fundador del Zoológico de Caricuao, así como productor y presentador de televisión, convirtiéndose en divulgador de la flora y fauna venezolana.
Peter Pritchard, nacido en Inglaterra en 1945, estudió una maestría en química y bioquímica en la Universidad de Oxford y un doctorado en zoología de la Universidad de la Florida. Además de investigador, en 1998 fundó el Chelonian Research Institute, una organización privada sin fines de lucro, dedicada al estudio y preservación de las tortugas en el mundo.